# 2009 DD45
2009 DD45是一顆很小的阿波羅型小行星，它在2009年3月2日13:44UTC從地球上空63,500公里 (39,457英里) 的高度掠過。它在接近地球的前三天，2009年的2月27日，才被澳大利亞賽丁泉天文台的天文學家發現。估計這顆小行星的直徑只有15到23米，它可能與1908年導致通古斯事件的假設物件有著相同的大小。
BBC新聞在線列舉了距離小於72,000公里 (44,750英里) 的一些天體 (大約月球距離的五分之一) 。2009 DD45相較於另一顆在2004年以大約6,500公里 (4,000英里)經過，直徑大約6米的小行星2004 FU162，仍然是以較遠的距離經過 (4萬英里相較於4千英里)，並且大小與2004 FH類似。有些科學家推測此一近地小行星會因為地球的引力而再被拉回來；一些預測認為2009 DD45下次會在2067年再與地球軌道親密的接觸。

## 外部連結
- NASA JPL小天體瀏覽器上的2009 DD45
- Universe Today article on 2009 DD45（页面存档备份，存于）
- 100 meter asteroid will pass Earth Monday!（页面存档备份，存于）, Phil Plait's Bad Astronomy blog
- YouTube上的NEO Asteroid 2009 DD45 from Canberra